# 土佐柱核螺
土佐柱核螺（学名：Adamnestia tosaensis）为三叉螺科柱核螺属的动物。分布于日本，包括南海等海域，属于暖水性种类。其一般生活于潮下带较深海底的细砂质底。